# Micrurus bocourti
Espèce
Synonymes
- Elaps bocourti Jan, 1872
- Micrurus ecuatorianus Schmidt, 1936

Micrurus bocourti est une espèce de serpents de la famille des Elapidae. 

## Répartition
Cette espèce se rencontre en Équateur et en Colombie.
Sa présence est incertaine au Pérou.

## Étymologie
Cette espèce est nommée en l'honneur du naturaliste Marie-Firmin Bocourt (1819-1904).

## Publication originale
- Jan, 1872 : Iconographie générale des ophidiens. J.B. Bailière et Fils, Paris, vol. 3, Livraison 42, p. 1-188 (texte intégral).